# Massís de la Maladeta
|  | Aquest article tracta sobre un Massís al Pirineus aragonés. Vegeu-ne altres significats a «Maladeta». |

El massís de la Maladeta o Maleïdes és el massís muntanyenc amb major altura dels Pirineus. Està situat en la part central de la serralada (a l'Aragó), lleugerament al sud de la divisòria d'aigües. Al nord es troba la capçalera de la vall de Benasc, i al sud descendeix la vall de Vallibierna.
La seua orientació és de NO-ES, estant la seua cota més septentrional en la Tuca Blanca de Paderna (2.847 msnm), i la més meridional en el Pic de Russell (3.207 msnm). El Pic d'Aragüells (3.044 msnm) és el seu tresmil més occidental, mentre que l'últim contrafort oriental que supera els 3.000 msnm correspon al Tuc de Molières.
El cim més alt és el pic Aneto (3.403,5 msnm). Altres cims importants són el Pic d'Alba (3118 msnm), La Maladeta (3.308 msnm), el Pic Maldito (3.356 msnm), el Pic de Tempestats (3.290 msnm) i el Pic de Russell (3.185 msnm).
En la cara nord es troba la glacera d'Aneto, que és la més extensa del Pirineu, en regressió igual que la resta de glaceres pirinenques. Més avall es troba el refugi de la Renclusa (2.149 msnm), el punt habitat més alt del massís.